# Polynema polychromum
Polynema polychromum är en stekelart som först beskrevs av Dmitriy Alekseevich Ogloblin 1960.  Polynema polychromum ingår i släktet Polynema och familjen dvärgsteklar. Inga underarter finns listade i Catalogue of Life.